# 134
Cette page concerne l'année 134  du calendrier julien. Pour l'année 134 av. J.-C., voir 134 av. J.-C. Pour le nombre 134, voir 134 (nombre).
L'année 134 est une année commune qui commence un jeudi.

## Événements
- 1er janvier : Lucius Iulius Ursus Servianus et Titus Vibius Varus, consuls romains. En avril, Servianus est remplacé par Titus Haterius Nepos, gouverneur d'Arabie[1].

- Janvier ou février (date probable) : prise de Jérusalem par les Romains[2].
- 5 mai : Hadrien est à Rome le 3 des nones de mai de sa dix-huitième puissance tribunitienne[2].
  - Ouverture de l'Athenæum, comprenant des facultés de rhétorique, droit, philosophie, à Rome [1].
  - Inauguration du Pons Ælius (aujourd'hui Pont Saint-Ange). Début des travaux du Mausolée d’Hadrien[1].

- Arrien, le gouverneur romain de Cappadoce, repousse une attaque des Alains, pasteurs nomades de la Russie du Sud-Est[3].